# Buzet-sur-Tarn
Buzet-sur-Tarn är en kommun i departementet Haute-Garonne i regionen Occitanien i södra Frankrike. Kommunen ligger i kantonen Montastruc-la-Conseillère som tillhör arrondissementet Toulouse. År 2022 hade Buzet-sur-Tarn 2 847 invånare.

## Befolkningsutveckling
Antalet invånare i kommunen Buzet-sur-Tarn
Referens:INSEE